# Sthenolagnia
Sthenolagnia (stenolagnia) – parafilia, rodzaj fetyszyzmu związany z odczuwaniem satysfakcji seksualnej głównie lub wyłącznie w przypadku obcowania z wyrzeźbionymi mięśniami. Termin wprowadził pod koniec XIX wieku Magnus Hirschfeld, niemiecki lekarz, prekursor seksuologii. Fetysz ten występuje wśród kobiet i mężczyzn wszystkich orientacji seksualnych. W języku angielskim zamiennie używa się terminu „muscle worship” (podziwianie mięśni).
Cratolagnia to fetysz pokrewny, związany z demonstracją siły.

## Sthenolagnia w kulturze masowej
- „Da se wlubja, ne dopuskam” (2013) – teledysk Dżeny, z kulturystą Dinko Żelazkowem jako muskularnym niewolnikiem
- Punisher (1989): torturując Franka Castle’a (Dolph Lundgren), Lady Tanaka (Kim Miyori) zachwyca się jego muskulaturą[4]
- Przygody Herkulesa (1983) – sceny z udziałem Herkulesa (Lou Ferrigno) w niewoli oraz zachwyconej jego muskulaturą Ariadny (Sybil Danning)
- „Dirrty” (2002) – teledysk Christiny Aguilery, w którym podjęto motyw sthenolagnii[5]
- Hidden Lives, odc. Muscle Worship (Channel 5, 2007)[6]
- Highway Amazon, reż. Ronnie Cramer, wyk. Christine Fetzer (2001)[7]